# داحس هربسي
الداحِسّ الهربسيّ عبارة عن آفة (داحِسّ) تصيب أصبع الإبهام أو أي أصبع ويسببه فيروس اسمه هربسّ بسيط (العقبول البسيط) أو الفيروس الهربسيّ. أنه التهاب مؤلم ويصيب عادة الأصابع وخاصة الإبهام.كما قد يصيب أصابع القدم أو جليدة الظُفر أحيانا.
قد تكون الإصابة بالداحِسٌّ الهربسيّ نتيجة الإصابة بفيروس هِرْبِسٌ بَسيط من النوع الأول، أو هربس بسيط من النوع الثاني (HSV1،HSV2)
ان الداحِسّ الهربسيّ من النوع الأول عادة ما يصيب العاملين بمجال الرعاية الصحية الذين يتعرضون لهذا الفيروس، كما أن الاطباء وأطباء الأسنان الذين يتعرضون للإفرازات الفموية هم الأكثر عرضة لهذا المرض. عادة ما يلاحظ هذا المرض عند الأطفال الذين يمارسون عادة مص الأصبع والمرافق بالالتهاب الفموي الأولي (عدوى ذاتية) - أي أن العدوى تأتي من الطفل نفسه - قبل أن يحدث انْقِلاَبٌ سيرولوجيّ (أي إنتاج أجسام مضادة معينة نتيجة العدوى)، كما أنه يصيب البالغين ذوي الأعمار 20-30 سنة، نتيجة التعرض للفيروس من النوع 2 من خلال التعرض للأعضاء التناسلية المصابة  HSV2.
تتمثل أعراض الداحِسّ الهربسيّ بالانتفاخ والاحمرار والألم، والمضض لجلد الأصبع المصاب، كما قد يرافق هذه الأعراض الحمّى والانتفاخ في العقد اللمفاوية.
في البداية تظهر حويصلات صغيرة وواضحة وتكون فرادى، ثم تهاجر هذه الحويصلات وتصبح غيمية. عادة ما يكون الألم المرافق كبير نسبة إلى الأعراض الفيزيائية.ان الجرح الناجم عن هذا المرض عادة ما يلتئم في غضون أسبوعين إلى ثلاثة أسابيع.

## الأسباب
ان المصدر الأساسي للعدوى عند الأطفال هي المنطقة الفموية. وعادة ما يخمن أن الفيروس (من النوع الأول في هذه الحالة) ينتقل من خلال المضغ، أو مص الأصبع أو الإبهام.
بينما تعتبر المنطقة التناسلية عند البالغين هي المصدر الأساسي للعدوى والذي عادة ما يرافقه الفيروس الهربسيّ من النوع 2 . وعادة ما يلاحظ هذا المرض عند البالغين العاملين في الرعاية الصحية خاصة أطباء الأسنان نتيجة تعرضهم لهذا الفيروس الهربسيّ.
تعتبر رياضات وألعاب التلامس من المصادر الشائعة للعدوى بهذا المرض.

## العلاج
بالرغم من أن هذا المرض محدود ذاتيا، إلا أن مضادات الفيروسات تعطى فمويا أو عن طريق الوريد
أستخدم (أسيكلوفر) بشكل بارز في العلاج، خاصة للمرضى منقوصين المَناعَة أو أولئك المصابون بشكل مزمن. إلا ان الأسكيلوفر الموضعي يبدو ليس مجديا في علاج الداحِسّ الهربسيّ.
قد يؤدي الإنْضار (إزالة المواد الغريبة والأنسجة الميتة جراحيا) أو شق المكان المصاب جراحيا إلى نتائج أسوء كالعدوى الاضافية أو التهاب الدماغ.

## وصلات خارجية
- Herpetic Whitlow مدسكيب
- Herpetic whitlow an occupational hazard, AANA J. 1990 Feb;58(1):8–13. Klotz R.W. ببمد: 2316323